# 优卑亚继承战争
优卑亚继承战争，或称埃维亚继承战争，是1256年至1258年间发生的一场战争，战争的一方是亚该亚亲王国，另一方是因惧怕亚该亚亲王纪尧姆二世·德维尔阿杜安而结成联盟的几个法兰克希腊小国，威尼斯和热那亚两个共和国也卷入其中。战争的导火线是纪尧姆二世·德维尔阿杜安想要控制优卑亚岛的部分领土，而统治该岛的伦巴底人男爵（合称内格罗蓬特三主国）在威尼斯共和国的支援下决定抵抗。随后，雅典与底比斯领主居依一世·德拉罗什及中希腊的几个小君主也决定站在他们一边对抗纪尧姆二世。双方于1258年5-6月在卡里迪（Karydi）决战，最终联军战败，亚该亚获胜，1262年，双方签订了停战条约。

## 背景
1204年第四次十字军攻陷君士坦丁堡后，原属拜占庭帝国的南部希腊被几个拉丁人领主瓜分，其中最强大的是亚该亚亲王国，掌控伯罗奔尼撒半岛全境。纪尧姆二世·德维尔阿杜安亲王1246年从兄长那里继承国家，他是个励精图治的统治者，希望拓展势力，巩固对诸拉丁小邦的控制。居依一世·德拉罗什是雅典和底比斯的“大领主”，在亚该亚北方，他同时也是亚该亚境内的阿尔戈斯与瑙普利亚领地的领主，因此名义上是亚该亚的附庸。统治优卑亚岛的三个伦巴底人男爵（合称内格罗蓬特三主国，“内格罗蓬特”即优卑亚岛及其首府哈尔基斯的古代名称）也承认亚该亚的宗主权。
1255年，纪尧姆二世的第二个妻子，三主国中北部领地的女男爵卡林塔纳·达勒卡尔切里（Carintana dalle Carceri）去世，依据妻权，纪尧姆要求继承她的领地，甚至铸造硬币，称自己是“内格罗蓬特三主之一（Triarch of Negroponte）”，但其他两个男爵古列尔莫一世·达维罗纳（Guglielmo I da Verona）和纳尔佐托·达勒卡尔切里（Narzotto dalle Carceri）对此并不认可，尽管纪尧姆是他们的宗主，古列尔莫一世与他还有姻亲关系，但二人都不愿让不属于自己家族的人占有优卑亚岛上的领地，于是把这块领地交给亲戚格拉佩拉·达勒卡尔切里（Grapella dalle Carceri）。二人的这一举动获得了威尼斯共和国驻内格罗蓬特代表保罗·格拉代尼戈（Paolo Gradenigo）的支持。内格罗蓬特是威尼斯的一个重要贸易据点，威尼斯人长期在优卑亚岛上保持存在，有着举足轻重的影响。

## 反亚该亚同盟形成
威尼斯马里奥·萨努多·托尔切洛记载，纪尧姆二世命令两个男爵古列尔莫和纳尔佐托向他前来宣誓效忠。出於封建契约的约束，二人被迫同意，随后便被纪尧姆二世拘捕。二人的妻子在许多骑士和亲属的陪同下，前去请求威尼斯代表的帮助。代表保罗·格拉代尼戈（Paolo Gradenigo）应允，近代学者威廉·米勒指出，他的动机是“同情与政策的需要”。萨努多认为，这就是威尼斯开始帮助内格罗蓬特的标志事件，并声称直到纪尧姆二世在1259年的佩拉戈尼亚战役被俘之前，两个男爵一直被监禁。但实际上，这次囚禁可能只持续了很短一段时间，二人在1256年6月和1257年1月曾自由行动。
1256年6月14日，被两个男爵拥立，继承纪尧姆二世亡妻领地的格拉佩拉·达勒卡尔切里（Grapella dalle Carceri）与威尼斯共和国在底比斯（雅典与底比斯领主居依一世·德拉罗什的首都）签定盟约。其中规定，内格罗蓬特三主国不再承认亚该亚亲王国为宗主，转而成为威尼斯共和国的附庸；每年向其缴纳两件金线服饰作为年贡，一件献给威尼斯总督，一件献给圣马可大教堂；每逢复活节、圣诞节和圣马可纪念日（4月25日），要举行仪式向威尼斯致敬。三主国在1209年和1216年也曾与威尼斯签订条约，在这次的新约中，他们之前付给威尼斯的高额年贡被免除，也不必为威尼斯负义务，但他们被迫放弃向威尼斯商品收关税的权利；威尼斯人还获得了规定优卑亚岛度量衡的权力，其公民也在内格罗蓬特获得特权。更重要的是，三主国把国内许多地产，包括一座极具战略意义的要塞割给威尼斯，这座要塞捍卫着优卑亚岛通往希腊本土的通道——横跨尤里普斯海峡的大桥。签约之后，威尼斯人实际已在内格罗蓬特建立了自己的殖民地，之后，他们对三主国的控制逐渐加强，百年之后，威尼斯掌控了优卑亚全岛。
纪尧姆得知威尼斯加入敌人一方后，求助于威尼斯的死敌热那亚共和国。热那亚本就想要教训威尼斯，再加上之前纪尧姆在之前热那亚占领罗得岛时支援过他们，所以欣然接受了他的请求。热那亚海军以亚该亚的莫奈姆瓦夏港为基地，四处攻击威尼斯船只。优卑亚岛南部城市卡里斯托斯的领主奥顿·德齐孔也加入纪尧姆一方，他控制着战略要点黄金角。但其他的拉丁人小邦并不支持亚该亚，因为纪尧姆二世曾宣称所有南希腊小邦都是他的藩属。1256年夏天，雅典与底比斯领主居依一世·德拉罗什和他的亲戚、封臣纪尧姆·德拉罗什不顾纪尧姆名义上的领主身份，加入威尼斯阵营。萨洛纳领主托马斯二世·德欧特勒芒库尔、波多尼察侯爵乌贝蒂诺·帕拉维奇尼随后也加入威尼斯一边。 
1256年10月，威尼斯共和国的新代表马可·格拉代尼戈（Marco Gradenigo）带着三艘桨帆船（安德烈亚·丹多洛的记载称有七艘）抵达内格罗蓬特，威尼斯政府授权他全权处理该地事务。1257年1月25日，他与三主国签订了反纪尧姆二世的正式盟约，双方都承诺不单独与亚该亚媾和。

## 争夺内格罗蓬特
1256年初，纪尧姆二世就已出兵占领内格罗蓬特城（即今哈尔基斯）以实现自己的领地宣称，但很快威尼斯代表保罗·格拉代尼戈（Paolo Gradenigo）出兵将其收复。纪尧姆又派自己的侄子卡里泰纳男爵布雷尔的若弗雷（Geoffroy of Briel）再次攻陷该城，并劫掠了优卑亚本岛。 
威尼斯的新代表马可到达希腊之后随即围攻内格罗蓬特城，此次围城战持续了13个月之久，在雅典与底比斯领主居依一世·德拉罗什的关键援助之下，威尼斯人于1258年初迫使城内守军投降。威尼斯的长矛步兵在城墙附近发动突袭，打败了有名的亚该亚骑兵，挫败了他们援助守军的计划。布雷尔的若弗雷也背叛了他的叔叔，带着“罗曼尼亚（即拉丁希腊）中最好的士兵”加入了反亚该亚同盟。

## 卡里迪战役与战争的结束
纪尧姆二世以一系列“无休止的行动”（威廉·米勒语）回击盟军。他先是攻击威尼斯在科龙的要塞；然后出其不意地袭击阿提卡以全面进攻居依一世·德拉罗什领地，但却战败险些被俘。随后他重在尼克里集结军队，穿越科林斯地峡，行至墨伽拉与底比斯中间的卡里迪山（Karydi）山口时，决定性地击败了联军。居依一世·德拉罗什及其他小贵族逃到了底比斯城堡中，纪尧姆二世紧随而至，准备围攻城市，但在底比斯大主教（属天主教会）和他自己手下不少贵族的劝说之下，最终撤退，居依向他保证，自己会在亚该亚的贵族法庭上出席受审。
贵族法庭很快在尼克里召开，居依在几位骑士的陪同下出席，但亚该亚亲王国的男爵们认为他们并无审判居依的权力，决定上告法国国王路易九世（1226-1270年在位）。1259年，居依前往法国，路易九世不仅赦免了他，甚至还封他为公爵，从此以后他及他的后代就被称为雅典公爵。叛徒布雷尔的若弗雷也出席受审，全靠男爵们坚定而真诚的求情，急于复仇的纪尧姆二世亲王才饶他一命；但是亲王以不可动摇的征服权为由，没收了他的领地，但这些土地又被“恩赐”还给若弗雷，这意味着如果若弗雷没有直系后代的话，这块领地将在他死后被亲王没收。

## 和约
除在卡里迪获胜之外，纪尧姆二世还在奥雷伊击败威尼斯军，致使联盟开始求和。1258年8月6日，内格罗蓬特三主国的两个男爵古列尔莫一世·达维罗纳（Guglielmo I da Verona）和纳尔佐托·达勒卡尔切里（Narzotto dalle Carceri）同意以威尼斯总督的名义与亚该亚谈和，1259年初，总督派新任驻内格罗蓬特代表安德烈亚·巴罗齐与纪尧姆签约。而纪尧姆二世此时参与了反尼西亚帝国的伊庇鲁斯-亚该亚-西西里同盟，同年晚些时候在佩拉戈尼亚战役中兵败，被米海尔八世（1259-1282年在位）俘虏，和约一直拖到1262年他被释放才正式签署。 
最终，双方在底比斯大主教的宅邸签署和约。这个和约基本上维持了现状：纪尧姆二世承认他亡妻的领地由古列尔莫一世·达维罗纳（Guglielmo I da Verona）和纳尔佐托·达勒卡尔切里（Narzotto dalle Carceri）拥立的格拉佩拉·达勒卡尔切里（Grapella dalle Carceri）占有，承认三人为内格罗蓬特三主国的三主；三人则要向纪尧姆宣誓效忠。内格罗蓬特城的防御工事将被拆除，但威尼斯人可以扩大他们在城中的殖民地，而且保留了他们在优卑亚岛向除亚该亚亲王、三主及其代理人之外的人收取关税的权力。威尼斯在1256年条约中得到的利益基本保留，但考虑到付出的大量军费，这份条约对威尼斯人来说仍是一次失败。之后的一段时间内，威尼斯专心保持其在内格罗蓬特的财政特权，不多过问其政事。

## 脚注